# تیبو ژاک
تیبو ژاک (انگلیسی: Thibault Jaques؛ زادهٔ ۲۹ مارس ۱۹۸۸) بازیکن فوتبال اهل فرانسه است.